# شبدر شیرخواره
شبدر شیرخواره (نام علمی: Trifolium dubium) نام یک گونه از سرده شبدر است.

## نگارخانه

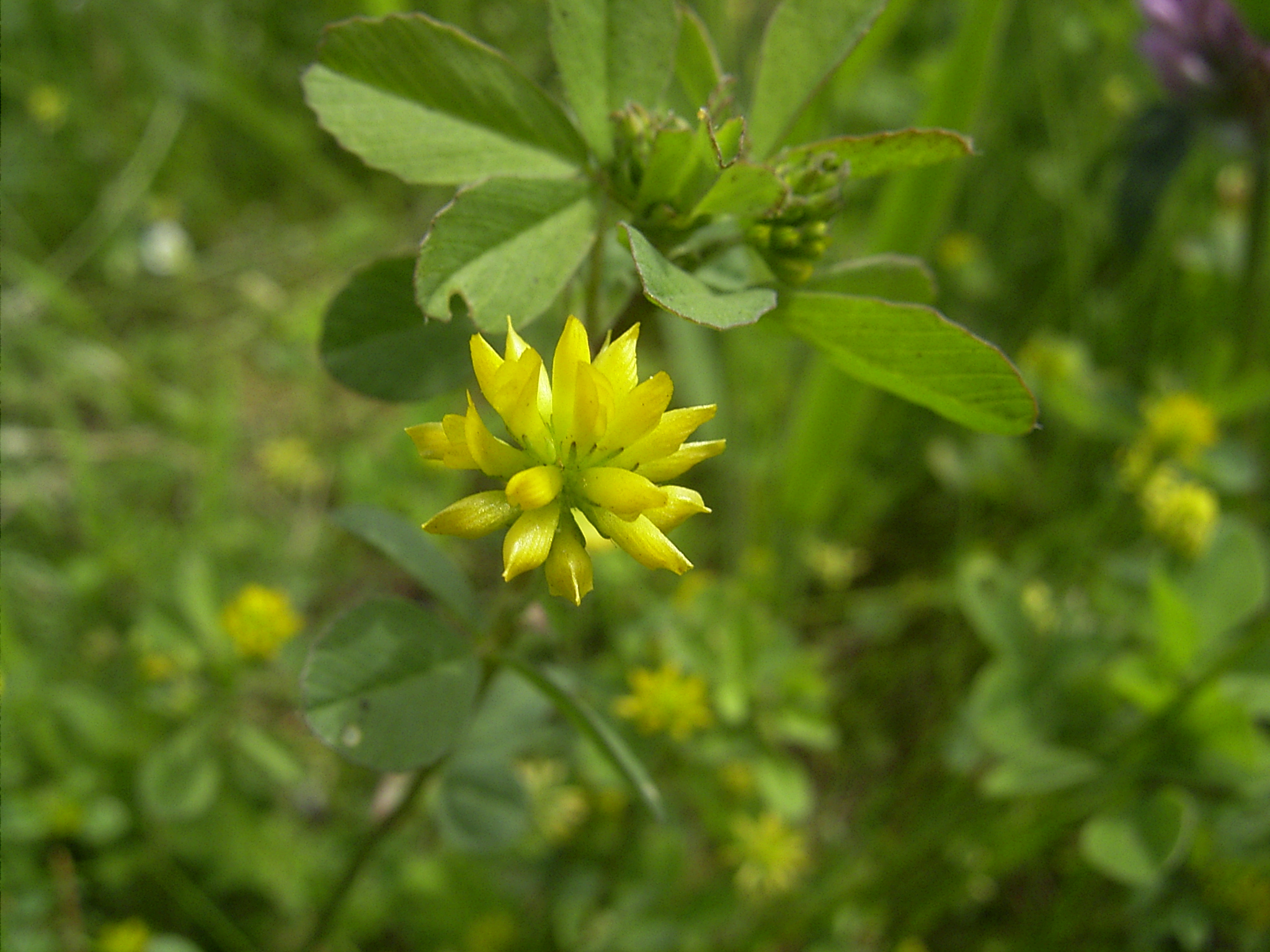
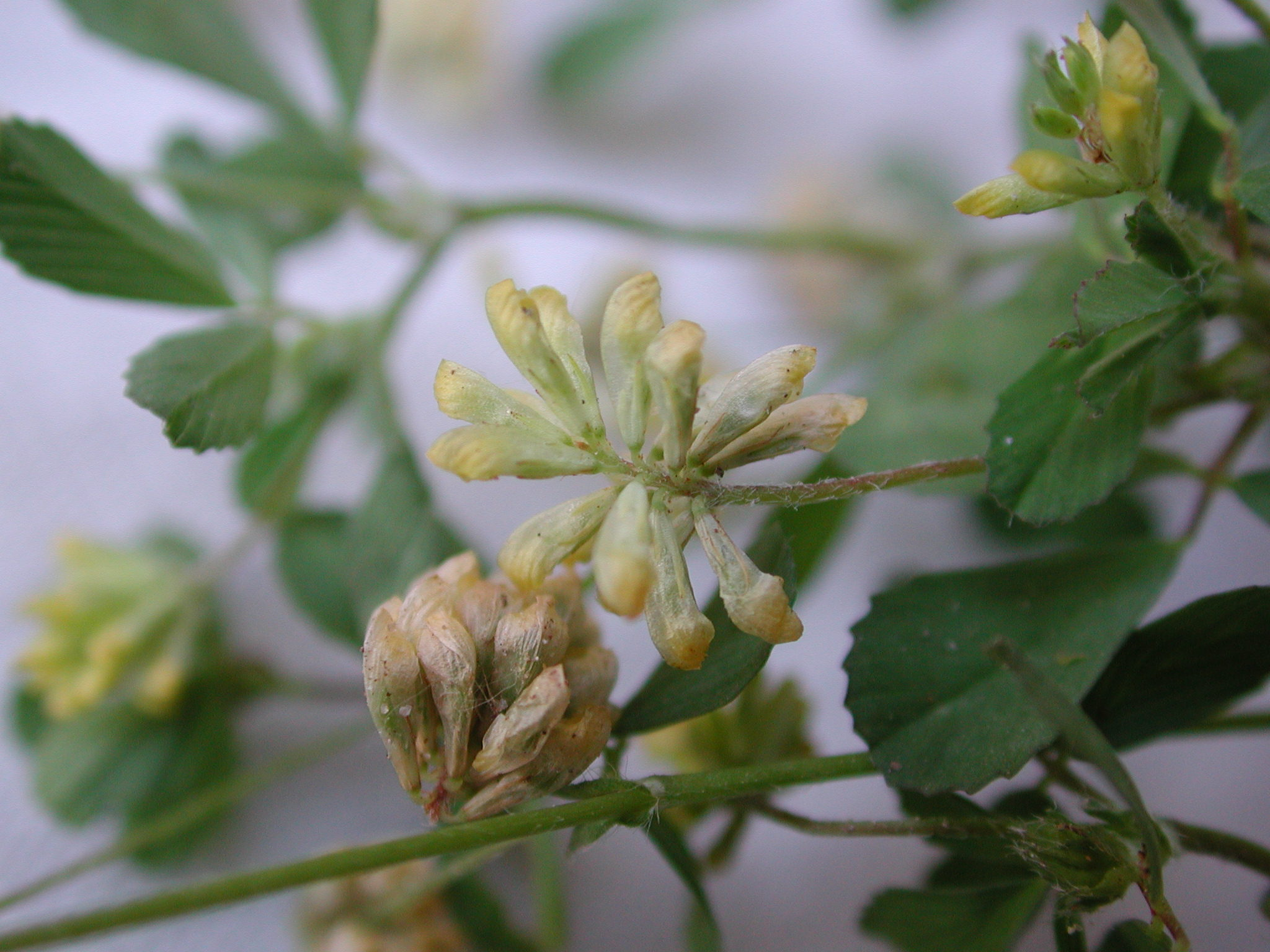
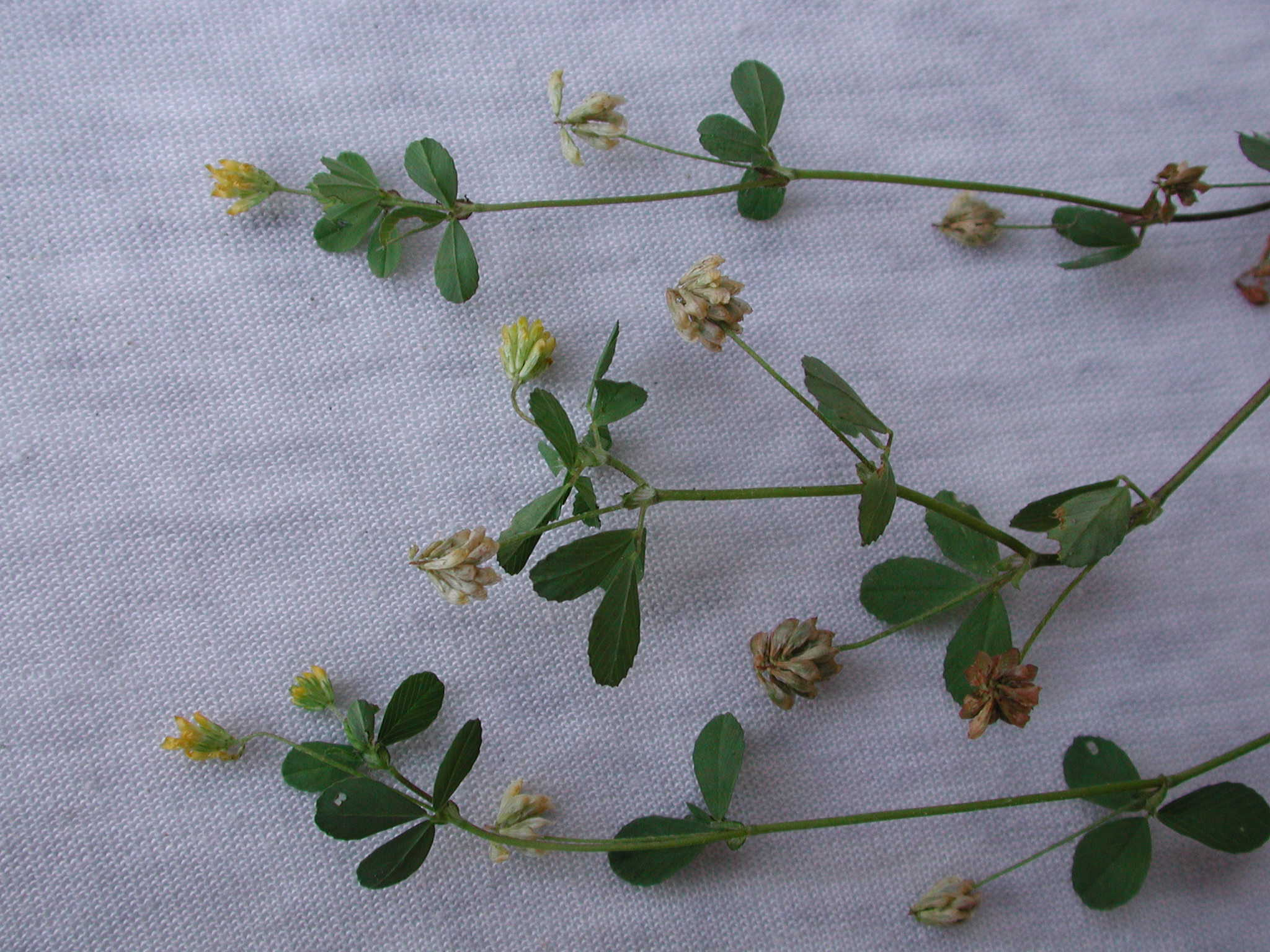
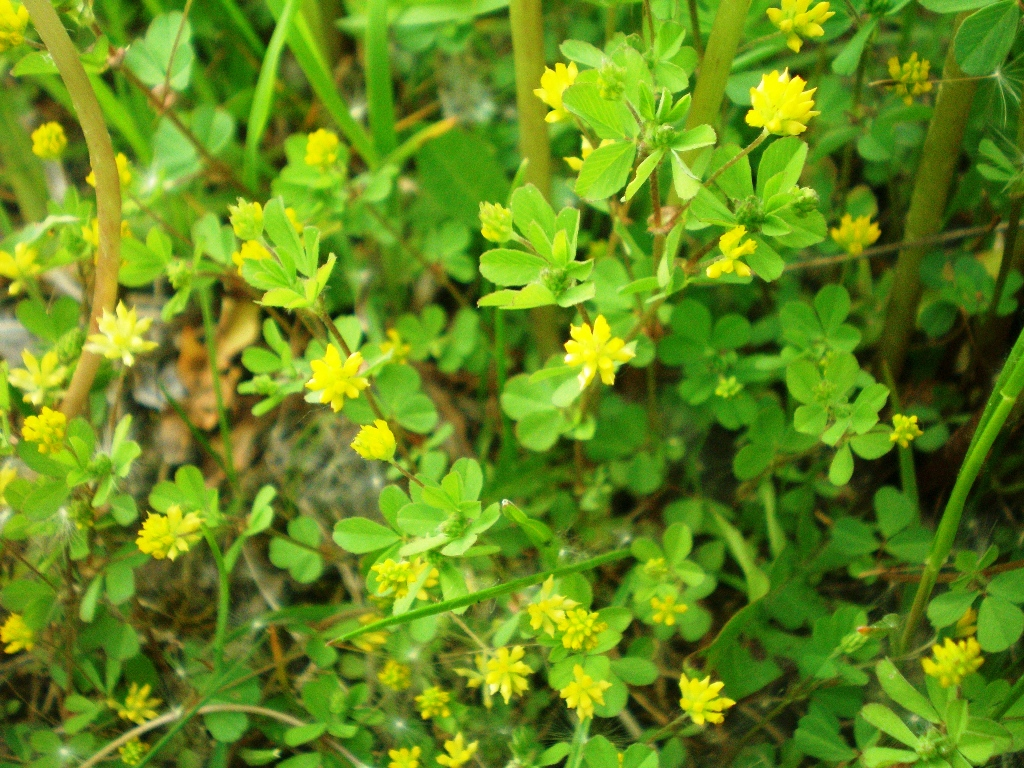
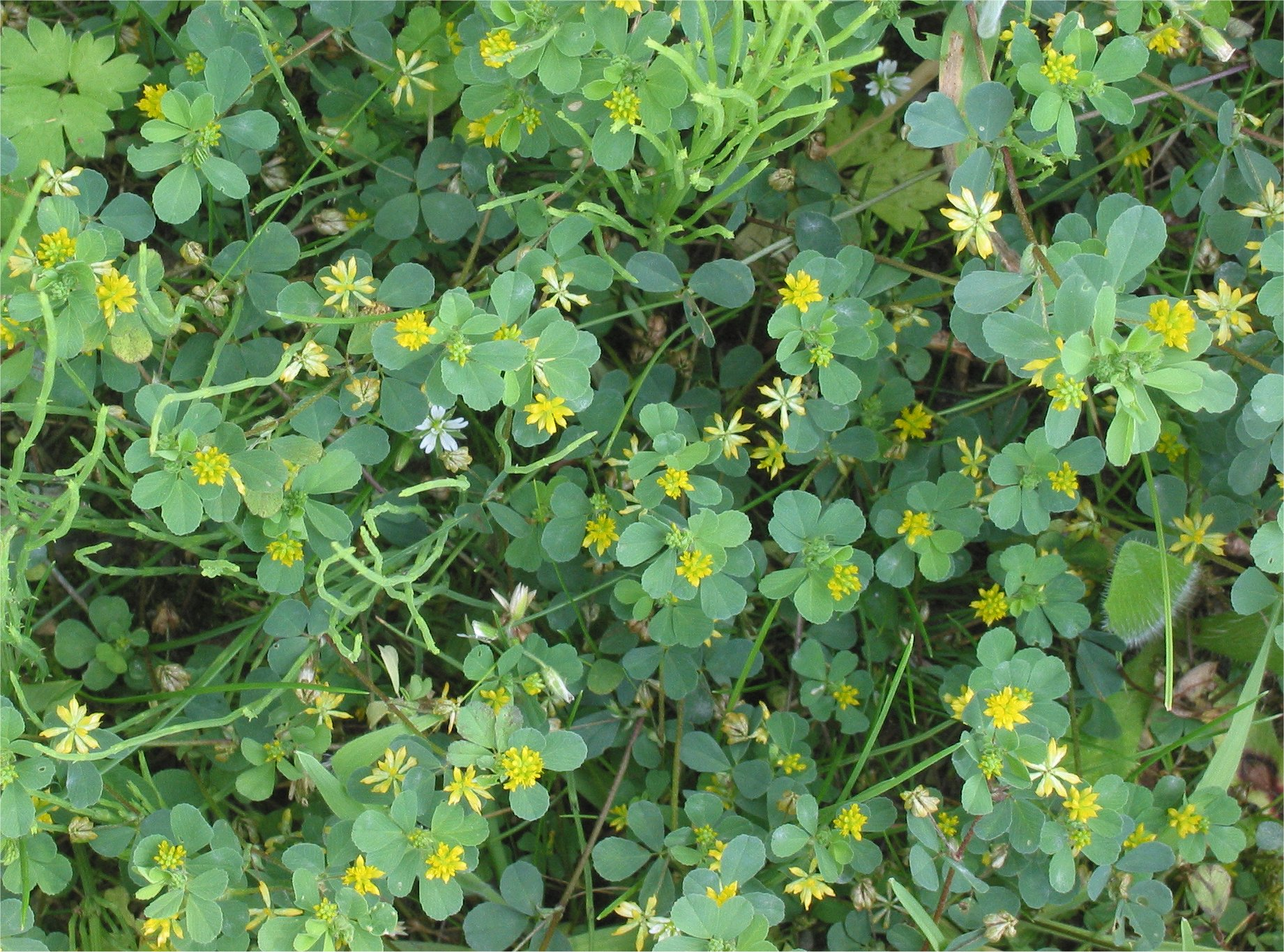